# Heinrich Lammasch
Heinrich Lammasch (21 de mayo de 1853 - 6 de enero de 1920) fue un jurista austriaco. Fue profesor de derecho criminal e internacional, miembro del Tribunal de Arbitraje de La Haya, y sirvió como el último Ministro-Presidente de Austria (o de la Cisleitania) durante unas pocas semanas en octubre y noviembre de 1918. Fue el primero y único no-noble en servir como Ministro-Presidente en la mitad austriaca de la Monarquía Habsburgo.

## Biografía

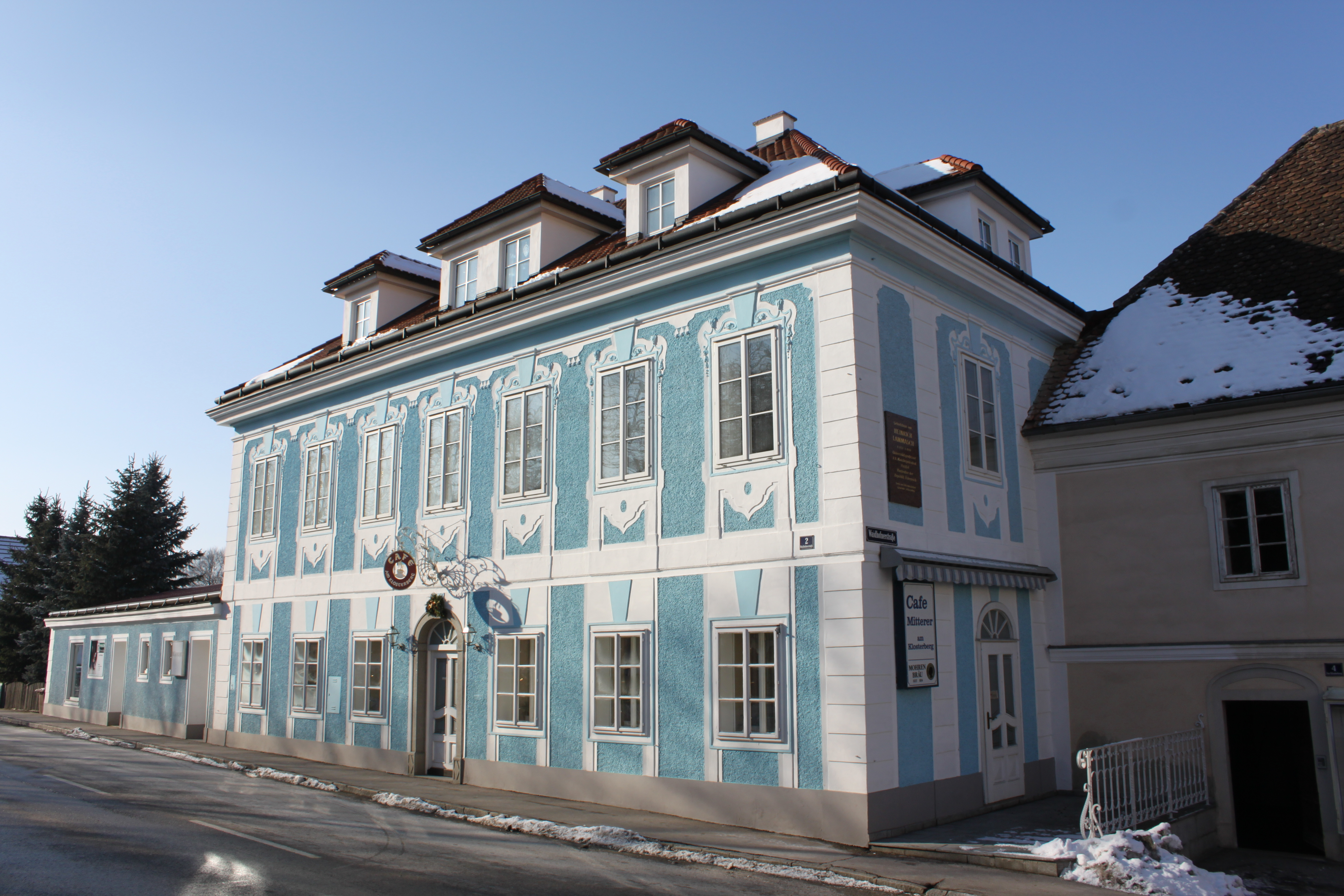
Lugar de nacimiento de Lammasch en Seitenstetten.

Nació en Seitenstetten, Baja Austria, siendo hijo del notario Heinrich Lammasch sen. (1823-1865) y su esposa Anna, nacida Schauenstein (1829-1891). Poco después de su nacimiento, la familia se trasladó a Wiener Neustadt y de ahí a Viena. Tras la temprana muerte de su padre, Lammasch asistió al Schottengymnasium y estudió derecho en la Universidad de Viena, obteniendo su doctorado en 1876.
Habiendo viajado extensamente a lo largo de Alemania, Francia y el Reino Unido, se cualificó como profesor de derecho penal en la Universidad de Viena en 1879. Su panfleto pionero sobre el peligro objetivo en la concepción de la tentativa de un crimen le mereció en 1882 una cátedra extraordinaria, y en 1885 una cátedra plena en la Universidad de Innsbruck. En 1893 se opuso abiertamente a un proyecto penal regresivo promulgado por el Ministro-Presidente Windisch-Grätz.
En 1889, Lammasch retornó a Viena y ahí abogó por la idea de una liga de naciones con el espíritu de la filosofía cristiana. Se convirtió en árbitro internacional que participó en las Convenciones de La Haya de 1899 y 1907. Miembro de la Corte Permanente de Arbitraje, resolvió la disputa sobre Terra Nova entre Gran Bretaña y los Estados Unidos, y la disputa del Orinoco entre esta última y Venezuela.
En 1899 el emperador Francisco José I eligió a Lammasch como miembro de la Cámara de los Señores Austriaca. También actuó como consejero legal del Archiduque Francisco Fernando. En la víspera de la I Guerra Mundial, advirtió contra un acercamiento con el Imperio alemán y favoreció un acuerdo con las potencias occidentales de la Triple Entente. Durante la guerra, se unió al movimiento internacional por la paz y, en julio de 1917, urgió por una paz separada con los Aliados. Sin embargo, sus propuestas fueron bruscamente rechazadas por el Ministro de Exteriorees Ottokar Czernin.
En los últimos días de la guerra, Lammasch fue elegido Ministro-Presidente por el emperador Carlos I el 27 de octubre de 1918, sucediendo al barón Max Hussarek von Heinlein. Se hizo evidente que un Imperio austrohúngaro en ruinas prácticamente no tenía capacidad de control fuera de Viena. Los consejos de estado menores del Imperio actuaban más o menos como gobiernos provisionales. El imperio de Carlos fue efectivamente reducido a las tierras de la corona de habla alemana Alpina y Danubiana, y la autoridad del gobierno fue incluso desafiada por el consejo de estado elegido por la Asamblea Nacional Provisional de la Austria Alemana.
El Ministro-Presidente Lammasch fue llamado liquidador por la prensa austriaca, ya que se pensaba que presidía el final del imperio. El 30 de octubre, el consejo de estado de la Austria Alemana nombró a Karl Renner como Canciller del Estado. Cuando el emperador alemán Guillermo II abdicó el 9 de noviembre, Lammasch se dio cuenta de que la situación era insostenible. Entró en negociaciones con el Canciller Renner y advirtió al emperador Carlos de renunciar a sus derechos como soberano. En consecuencia, el 11 de noviembre, Carlos emitió un comunicado en el que reconocía el derecho de Austria a determinar la forma de estado y renunciaba a su derecho a participar en la política del país. También liberó a los funcionarios de la mitad austriaca del imperio de su juramento de lealtad hacia él y relevó a Lammasch de sus obligaciones como Ministro-Presidente. El comunicado terminó de forma efectiva el gobierno de 636 años de los Habsburgo sobre Austria. 
Poco después, el consejo de estado proclamó la República de la Austria Alemana. Lammasch fue enviado a representar a Austria en el Tratado de Saint-Germain-en-Laye. Murió en Salzburgo en 1920, a la edad de  66 años.